# Parafia Świętej Trójcy w Chwarstnicy
Parafia pod wezwaniem Świętej Trójcy w Chwarstnicy – parafia rzymskokatolicka należąca do dekanatu Gryfino, archidiecezji szczecińsko-kamieńskiej, metropolii szczecińsko-kamieńskiej. Siedziba parafii mieści się w Chwarstnicy.

## Miejsca święte

### Kościół parafialny
- Kościół parafialny pw. Świętej Trójcy w Chwarstnicy[1][2]

### Kościoły filialne i kaplice
Na terenie parafii znajduje się pięć kościołów filialnych:
- Kościół pw. Wniebowzięcia Najświętszej Maryi Panny w Bartkowie[1]
- Kościół pw. Matki Bożej Królowej Polski w Borzymiu[1]
- Kościół pw. św. Apostołów Piotra i Pawła w Dołgiem[1]
- Kościół pw. Narodzenia Najświętszej Maryi Panny w Mielenku Gryfińskim[1]
- Kościół pw. Niepokalanego Serca Najświętszej Maryi Panny w Sobieradzu[1]

## Obszar parafii

### Miejscowości i ulice
W granicach parafii znajdują się miejscowości:
- Bartkowo,
- Borzym,
- Chwarstnica,
- Dołgie,
- Mielenko Gryfińskie,
- Sobieradz,
- Wirówek.

## Galeria

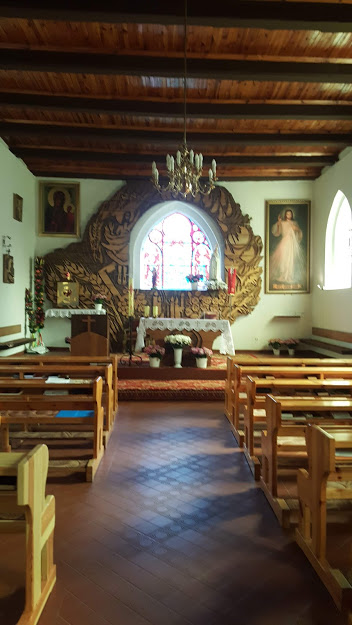
Ołtarz w kościele parafialnym w Chwarstnicy
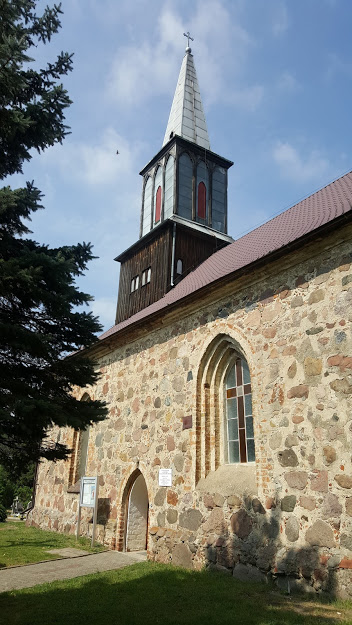
Kościół filialny w Borzymiu
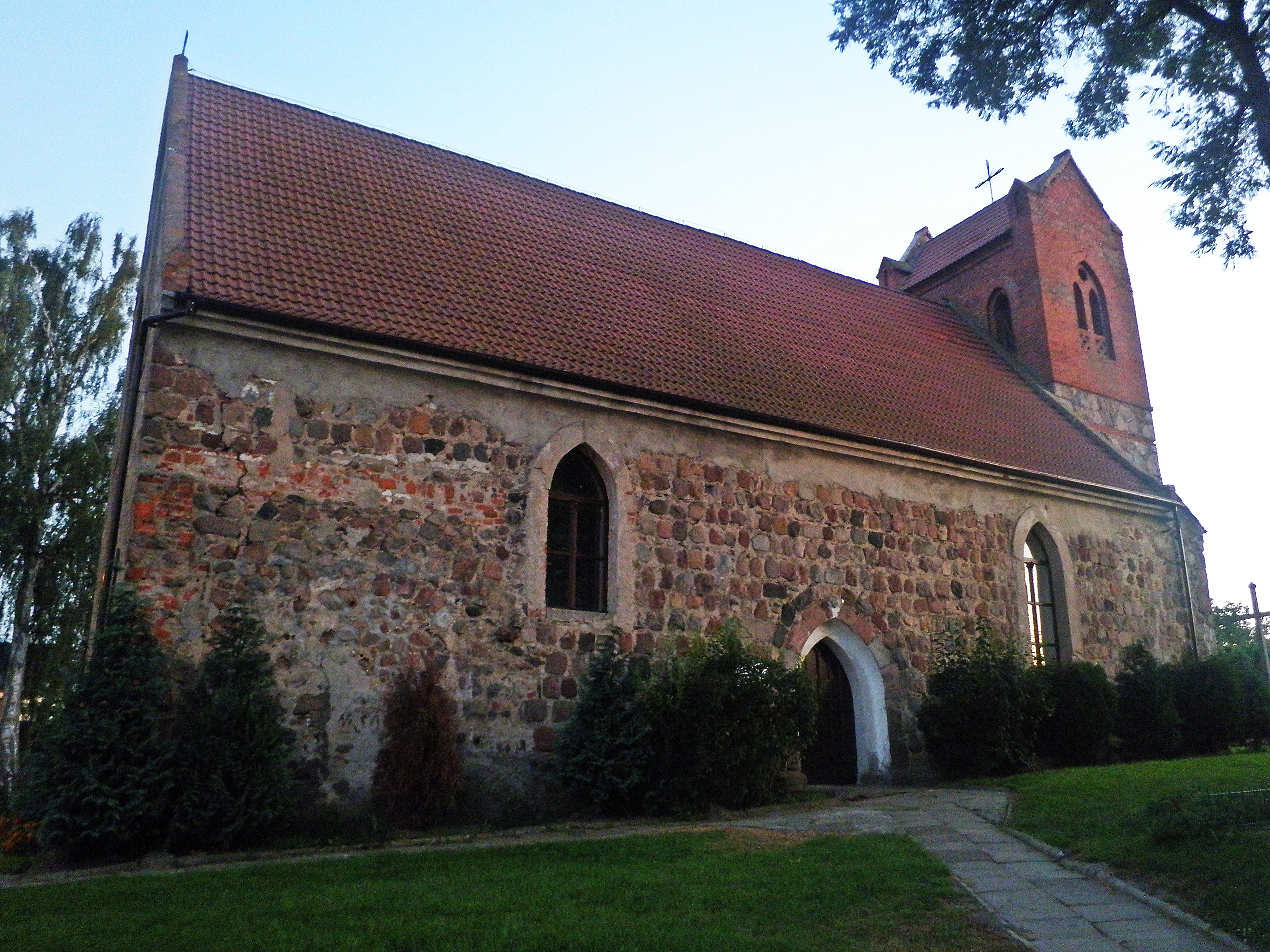
Kościół filialny w Sobieradzu